# Падащи звезди над Хенриета
„Падащи звезди над Хенриета“ (на английски: The Stars Fell on Henrietta) е американска драма от 1995 г. на режисьора Джеймс Кийч, продуциран от Клинт Истууд и Дейвид Валдес, базиран е на краткия разказ Luck от Уинифред Санфорд, а сценарият е на внука му Филип Рейлсбек. Във филма участват Робърт Дювал, Ейдън Куин, Франсис Фишър и Брайън Денехи.